# Максвелл, Роберт
Роберт Максвелл (англ. Robert Maxwell), при рождении Ян Людвик Хаим Беньюмен Хох (чеш. Ján Ludvík Hyman Binyamin Hoch; 10 июня 1923, деревня Солотвино, Подкарпатская Русь, Чехословацкая республика — 5 ноября 1991, Атлантический океан близ острова Гран-Канария) — британский медиамагнат и лорд еврейского происхождения.

## Биография
Родился в 1923 году в закарпатском местечке Солотвино, которое на тот момент входило в состав Чехословакии, в ортодоксальной иудейской семье Мехла Хоха и Ханы Шломович. Разговорным языком в семье был идиш. После венгерской оккупации Закарпатья в 1939 году через Румынию и Югославию перебрался во Францию. Большинство членов его семьи (дед, отец, мать и три сестры) и родственников, оставшихся в Солотвино, были депортированы в Освенцим и убиты там нацистами в ходе Холокоста.
С началом Второй мировой войны с марта 1940 года воевал в рядах Французского иностранного легиона и Чешской дивизии в составе французской армии. В 1940 году прибыл в Великобританию и вступил добровольцем в британскую армию. К апрелю 1944 года был сержантом и командиром батальонного подразделения снайперов.
Участвовал в высадке в Нормандии в составе 3-го Королевского пехотного полка, в бою заменил погибшего офицера. За мужество и умелое командование 6 января 1945 года получил звание лейтенанта. 5 марта 1945 года был награждён Военным крестом. В 1945 году женился на французской протестантке Элизабет Мейнар, с которой у него было девять детей.
После окончания войны Максвелл, натурализованный в качестве британского подданного 19 июня 1946 года, прослужил в армии до 1947 года и вышел в отставку в звании капитана.
Один из главных организаторов операции по обеспечению поставки оружия из Чехословакии в Израиль в 1948 году.

### Издательский бизнес
После окончания Второй мировой войны Максвелл служил в британской информационной службе в британском секторе оккупированного Берлина. Это позволило ему завязать контакты с немецкими издателями и редакторами. После увольнения с военной службы в 1947 году Максвелл начал свой собственный бизнес. Занимался дистрибуцией в Англии журналов издательства Springer.
Основатель (с Паулем Росбаудом в 1948 году) и президент издательства «Пергамон пресс». Ненадолго потерял контроль над ним в 1969 году, но вернул в 1974 году.
В 1964—1970 годах член парламента Великобритании от Лейбористской партии, округ Букингем. Проиграв на выборах 1970 года кандидату от консервативной партии, неудачно пытался вернуть своё депутатское место на двух выборах 1974 года.
Так же безуспешно в 1969 году пытался приобрести таблоид News of the World, однако его собственники, семья Карров, не хотели допускать к владению «чехословацкого иммигранта», которого считали «социалистом», и в итоге продали газету консервативному австралийскому магнату Руперту Мёрдоку, в том же году завладевшему и The Sun, также интересовавшую Максвелла.
Председатель газетной компании Mirror Group Newspapers с 1984 по 1991.
Председатель издательства Macmillan с 1988 по 1991.
В его империю входили также издатель компьютерных игр Mirrorsoft в Англии и издатель компьютерных игр Spectrum Holobyte в США.
В 1990 Максвелл начал издавать газету The European. В том же 1990 году он участвовал в покупке группой западных инвесторов венгерской газеты через аффилированных лиц Magyar Hírlap.

### Деятельность в соцстранах
Максвеллом был опубликован ряд хвалебных биографий и автобиографий лидеров социалистических стран.
В 1985 году Максвеллом была опубликована биография Тодора Живкова. В 1987 году Живков разрешил Максвеллу создавать в Болгарии совместные предприятия. В прессе Максвелл обвинялся в том, что помогал Тодору Живкову, Андрею Луканову и Огняну Дойнову незаконно вывести крупные суммы государственных средств на заграничные счета.
В 1981 году издательством Максвелла была опубликована автобиография Эриха Хонеккера «Из моей жизни».
В 1983 году вышла биография Чаушеску «Николае Чаушеску: строитель современной Румынии и международный государственный деятель».
В 1985 году под редакцией Максвелла была издана книга избранных речей Войцеха Ярузельского, в которую было включено интервью, взятое Максвеллом у Ярузельского.

### Деятельность в СССР
С 1949 года Максвелл сотрудничал с советским издательством Международная книга.
Издательством Pergamon издавались книги избранных речей и статей Брежнева, Суслова, Черненко, Громыко, английский перевод книги «Шахматы — моя жизнь» Анатолия Карпова, книги Виктора Луи «Спорт в Советском Союзе», «Гид автомобилиста по СССР».
Pergamon Press был издан английский перевод «Курса теоретической физики» Ландау и Лифшица.
Максвелл был эксклюзивным зарубежным партнёром Всесоюзного агентства по авторским правам.
В 1979 году Максвелл предложил ВИНИТИ создать совместное советско-английское предприятие и организовать перевод рефератов всех или по крайней мере наиболее значимых статей с русского на английский для распространения на коммерческой основе на Западе. Также Максвелл хотел организовать базу данных по фактографической информации в области химии, которая была бы конкурентом базам Chemical Abstracts Service.
В 1981 году участвовал в 3-й Московской международной книжной выставке-ярмарке.
Встречался с Брежневым, Черненко, Горбачёвым. Хорошо знал Эдуарда Шеварднадзе, Александра Бессмертных, Бориса Панкина, Валентина Павлова.
Участвовал в издании журнала «Наше наследие», который печатался в Англии компанией Максвелла Maxwell Communication Corporation. По некоторым данным, вопросы издания «Нашего наследия» Максвелл обсуждал непосредственно с Михаилом и Раисой Горбачёвыми.

### Смерть
В начале ноября 1991 г. года Банк Англии вызвал Роберта Максвелла для беседы по поводу его отказа вернуть кредит. 4 ноября Роберт, после разговора на повышенных тонах с одним из своих сыновей, вместо офиса банка отправился на Канарские острова на своей яхте. Над ним нависал скандал о хищении 460 млн фунтов со счетов пенсионного фонда Mirror Group.
5 ноября поисковая бригада достала его тело из океана. Согласно данным экспертизы, Максвелл умер естественной смертью, на теле не было обнаружено признаков насилия.
Последними с Максвеллом общались члены команды его яхты Lady Ghislaine 5 ноября в 4:25 утра (время Канарских островов). Позже тем же утром его уже не могли найти. Поговаривали, он мочился в океан нагишом, что он нередко себе позволял, и упал за борт. Это могло произойти, когда его яхта шла с Канарских островов, это к юго-западу от Испании. Тело Максвелла без одежды было найдено в водах Атлантического океана и отвезено в Лас-Пальмас. Кроме «ссадины на левом плече», больше повреждений на его теле найдено не было.
Официальной причиной смерти в декабре 1991 г. были названы сердечный приступ и случайное утопление, хотя три судмедэксперта не смогли прийти к единому мнению о причине смерти. Вскрытие обнаружило у него серьёзные заболевания сердца и лёгких. Суд отверг версии убийства и самоубийства и назвал самой вероятной причиной смерти несчастный случай. Сын Максвелла также отверг версию суицида, сказав: «Думаю, крайне маловероятно, что он бы мог покончить с собой, это не в его стиле и не в его характере».
Среди версий гибели часто назывались следующие:
- Максвелл был убит — агентами «Моссад», арабскими террористами либо неизвестными врагами;
- Максвелл покончил с собой из-за угрозы финансового краха либо смертельной болезни.

## В культуре
- Тетрис (2023) - роль исполнил Роджер Аллам

## Награды и почётные звания
- Военный крест (1945)
- Орден «Стара планина» 1 класса. 1983[9].
- Почётный доктор Московского университета с 1983 года[25].
- Почётный доктор Нью-Йоркского политехнического института.
- Почётная степень L.L.D., Темпльский университет, 1988[26].
- Fellow, Имперский колледж Лондона, 1989[27].